# Katastrofa lotu Japan Airlines 123

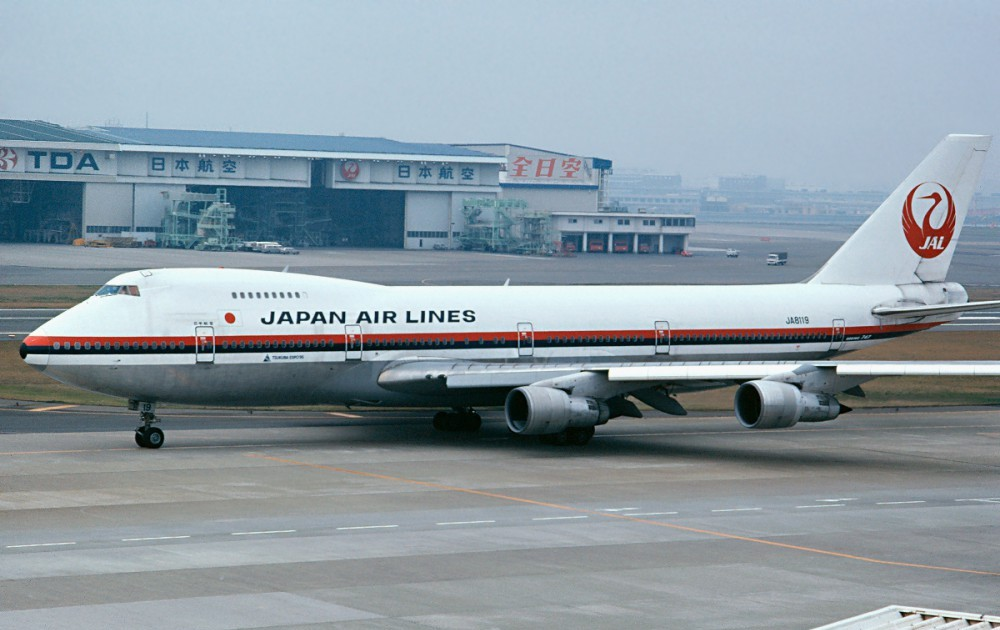
Samolot, który brał udział w katastrofie (nr rej. JA8119). Zdjęcie wykonano 16 kwietnia 1984 roku.

Symulacja uderzenia ogonem podczas lądowania Boeinga JA8119 2 czerwca 1978 w Osace, co było przyczyną katastrofy siedem lat później

Katastrofa lotu Japan Airlines 123 – największy wypadek lotniczy pod względem liczby zabitych w wypadku jednego samolotu. 12 sierpnia 1985 Boeing 747-SR46 japońskich linii Japan Airlines na trasie Tokio-Osaka uległ awarii w dwanaście minut po starcie z Tokio. Po kolejnych 30 minutach walki załogi o utrzymanie go w powietrzu, runął na górskie rejony środkowej części wyspy Honsiu. Spośród 524 osób na pokładzie (pasażerów i załogi), przeżyło tylko czterech pasażerów.

## Samolot
Samolot, który uległ wypadkowi to Boeing 747-100-SR-46 (numer seryjny: 20783), specjalna wersja B747-100 o skróconym zasięgu, przystosowana do częstych startów i lądowań. Samoloty tego typu zaprojektowano w odpowiedzi na zapotrzebowanie japońskich linii lotniczych i wykorzystywane były na krótkich, krajowych trasach. Samolot był zdolny pomieścić 563 osoby. Wybudowano łącznie 29 sztuk (17 dla All Nippon Airways i 12 dla Japan Airlines).
Maszyna została wyposażona w cztery silniki Pratt & Whitney JT9D-7A i dostarczona do Japan Airlines w 1974 roku, gdzie nadano jej numer rejestracyjny JA8119. W momencie wypadku samolot miał na swoim koncie 25 030 godzin i 18 minut lotu oraz 18 835 cykli start/lądowanie.

## Pasażerowie i załoga

### Załoga
Załogę lotu 123 stanowiło 15 osób, w tym:
- Kapitan Masami Takahama (jap. 高浜 雅己 Takahama Masami)[13] – miał 49 lat[8], był jednym ze starszych instruktorów japońskich linii lotniczych. Do Japan Airlines dołączył 1 grudnia 1966, posiadał licencję pilota ATPL (Airline Transport Pilot License) nr 1125. W momencie wypadku miał na swoim koncie 12 423 godziny i 41 minut spędzonych w powietrzu, w tym 4842 godziny i 22 minuty w Boeingu 747[12].
- Drugi pilot Yutaka Sasaki (jap. 佐々木 祐 Sasaki Yutaka)[13] – miał 39 lat, dla Japan Airlines pracował od 18 kwietnia 1970, posiadał licencję ATPL nr 2834. W powietrzu spędził 3963 godziny i 34 minuty, w tym 2665 godzin i 30 minut w Boeingu 747[12].
- Mechanik pokładowy Hiroshi Fukuda (jap. 福田 博 Fukuda Hiroshi)[13] – miał 46 lat, w Japan Airlines został zatrudniony 1 kwietnia 1957, posiadał licencję mechanika pokładowego FEL (Flight Engineer License) nr 266. W momencie wypadku miał na swoim koncie 9831 godzin i 3 minuty spędzone w powietrzu, w tym 3846 godzin i 31 minuty w Boeingu 747.
- kabinę pasażerską obsługiwało 12 osób, szef pokładu w wieku 39 lat i 11 kobiet w wieku od 24 do 31 lat[12].

### Pasażerowie
Na pokładzie samolotu znajdowało się 509 pasażerów, w większości wracali oni do rodzinnych domów na obchody tradycyjnego japońskiego święta O-bon. Spośród wszystkich znajdujących się na pokładzie – jedynie 22 nie było Japończykami.
Wśród pasażerów znajdował się japoński piosenkarz i aktor – Kyū Sakamoto.

### Zestawienie
| Obywatelstwo      | Pasażerowie | Załoga | Razem |
| ----------------- | ----------- | ------ | ----- |
| Japonia           | 487         | 15     | 502   |
| Stany Zjednoczone | 6           | –      | 6     |
| Chiny             | 5           | –      | 5     |
| Indie             | 3           | –      | 3     |
| Korea Południowa  | 3           | –      | 3     |
| RFN               | 2           | –      | 2     |
| Włochy            | 2           | –      | 2     |
| Wielka Brytania   | 1           | –      | 1     |
| Razem             | 509         | 15     | 524   |

## Przebieg wydarzeń

### Przygotowania do startu
Godzina 17:17 W tokijskim porcie lotniczym Haneda ląduje samolot japońskich linii lotniczych Japan Airlines – Boeing 747 SR-46 (numer maszyny: JA8119).
Godzina 18:04 Po wymianie załogi i zatankowaniu paliwa, odrzutowiec był gotów do startu. Jako rejs nr 123, samolot wyruszył w 54-minutową – tego dnia już piątą – podróż do Osaki, oddalonej od Tokio o 450 km.

### Rutynowy lot i dekompresja
Godzina 18:12 Odrzutowiec wystartował – wzbił się na poziom 7300 metrów i oddalał na południowy wschód od japońskiej stolicy. Trasa rejsu nr 123 prowadziła najpierw przez Zatokę Tokijską, następnie – po skręcie na zachód – wzdłuż wybrzeży Honsiu. Na koniec, odrzutowiec miał wykonać skręt o 90 stopni na Osakę.
Godzina 18:24 Po dwunastu minutach rejsu – gdy maszyna przelatywała nad wyspą Oshima – kadłubem targnęła eksplozja. Do kokpitu dotarł stłumiony huk. „Coś wybuchło” – zauważył kapitan. Zaczął rozbrzmiewać alarm, sygnalizujący dehermetyzację kabiny pasażerskiej i jej dekompresję, co spowodowało automatyczne wypadnięcie masek tlenowych. Pierwszą myślą pilotów było, że drzwi podwozia zostały wyrwane.
Godzina 18:25 Samolot znajdował się około trzydziestu kilometrów od wyspy Oshima, zbliżając do półwyspu Izu. Kontrolerzy lotu otrzymali informację o kodzie 7700 – było to oznaczenie sytuacji krytycznej. Przyrządy pokładowe nie wskazywały przyczyn tej sytuacji, a samolot zaczął tracić sterowność.

### Próby zawrócenia do Tokio
Godzina 18:26 Dostrzegając kod 7700 na ekranie swojego radaru, kontroler z lotniska Haneda zezwolił na awaryjne lądowanie w Tokio. Załoga podjęła próbę powrotu na lotnisko, spostrzegła jednak, że maszyna – zachowując się w bardzo niezrozumiały sposób – nie zawróciła, lecz skierowała się dokładnie w przeciwnym kierunku – na północny zachód. Jej wysokość na przemian wzrastała i malała – niekiedy o 1200 m – a ścieżka lotu stała się niezwykle chaotyczna. Samolot leciał z prędkością 540 km/h. Kontrolerzy nie mogli zrozumieć, dlaczego odrzutowiec zachowywał się w ten sposób – w rzeczywistości odrzutowiec kreślił na niebie trasę na kształt sinusoidy, chyląc się to na prawe, to na lewe skrzydło. Trasa taka, cechująca się sinusoidalnym poruszaniem się samolotu w poziomie wraz z cyklicznymi zmianami prędkości, znana jest jako fugoida (ang. phugoid) i jest cechą charakterystyczną dla toru lotu samolotów, które utraciły stateczność.
Godzina 18:28 cztery minuty po wybuchu, jedna ze stewardes po raz pierwszy od rozpoczęcia kryzysu nawiązała kontakt z załogą. Inżynier pokładowy rozpoczął rozmowę, z której zapisu wynika, że załoga zaczynała odczuwać brak tlenu na wysokości 7300 m, w wyniku czego pojawiały się odrętwienie, paraliż, brak zdecydowania (mimo odpowiedniego przeszkolenia, żaden z pilotów nie założył maski tlenowej).

### Ostatnie minuty lotu
Godzina 18:33 W tym momencie, inżynier pokładowy wypowiedział zdanie, które będzie brane pod uwagę przy wyjaśnianiu przyczyn wypadku: „Odpadły drzwi R5". Gdy jednak ekipy przeszukujące miejsce wypadku odnalazły je wciąż zespolone z wrakiem, teoria, że to one wywołały dekompresję, upadła.

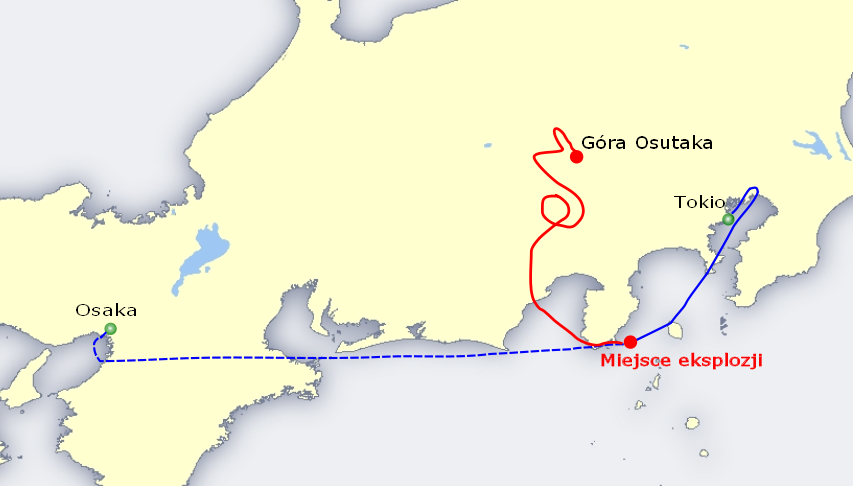
Trasa lotu JAL 123

Godzina 18:40 W niekontrolowanym locie samolot zbliżał się do szczytu Fudżi i do amerykańskiej lotniczej bazy Yokota – na dalekich przedmieściach Tokio. Baza amerykańska Yokota przechwyciła krytyczne komunikaty załogi rejsu nr 123, oferując pomoc. Załoga pochłonięta sytuacją nie odpowiadała amerykańskiemu kontrolerowi. Piloci zaczęli sprawdzać, jak można sterować samolotem za pomocą ciągu silników. Odkryli, że kiedy pchają dźwignię mocy do przodu, gdy maszyna opada, dziób się unosi i samolot wychodzi z nurkowania. Natomiast kiedy ciągną dźwignię do tyłu, kiedy maszyna się wznosi, wytraca prędkość i dziób opada, wyrównując chwilowo lot. Za pomocą układów awaryjnych wysunięto podwozie, co normalnie zmniejsza prędkość samolotu i zwiększa stateczność, niestety znacznie ograniczyło, i tak nikłe, możliwości sterowania maszyną za pomocą ciągu silników. Nieopodal góry Fudżi samolot wykonał ostry zakręt w prawo i rozpoczął nurkowanie, opadając z prędkością 900 m/min (dwa razy większa niż normalna). Doświadczenie załogi pozwoliło na omijanie masywów górskich. Piloci wszelkimi sposobami próbowali zawrócić w stronę Tokio, ale ciągle oddalali się od niego.
Godzina 18:56 Zarówno kontrolerzy z Tokio, jak i wojskowi z Yokoty bezpowrotnie utracili kontakt z załogą. Pomimo wysiłków załogi, które pozwoliły utrzymać samolot w powietrzu przez prawie pół godziny, ostatecznie uderzył on w zbocze góry Osutaka na wysokości 1460 m nad poziomem morza.

## Akcja poszukiwawczo-ratunkowa

### Opóźnienie akcji
Informację o wypadku Centrum Koordynacji Ratownictwa przy porcie lotniczym Haneda otrzymało około godziny 19:15 od kontrolera z bazy wojskowej Yokota. Pilot wojskowy samolotu C-130 armii amerykańskiej znajdujący się w pobliżu, zauważył pożar około 35 mil od bazy (z oficjalnego raportu wynika, że ta informacja nadeszła od japońskiego kontrolera lotu o 18:59). W odpowiedzi Agencja Policji Narodowej (ang. National Police Agency) rozkazała miejscowym, prefekturalnym jednostkom policji (Nagano, Gunma, Yamanashi, Saitama) potwierdzenie miejsca zdarzenia, rozpoczęcie akcji ratunkowej, zbieranie informacji oraz wsparcie akcji swoimi jednostkami i flotą. Amerykanie dysponujący odpowiednim sprzętem i przeszkoleniem, zaoferowali swoją pomoc nim nadejdzie noc. Przedstawiciele rządu japońskiego odmówili, nakazując jednostkom amerykańskim powrót do bazy w Yokocie, dodając, że rząd sam zorganizuje akcję poszukiwawczo-ratunkową.
Tymczasem, o 20:42 pilot śmigłowca Japońskich Sił Samoobrony odnalazł wrak samolotu i przekazał bazie, że zauważył płomienie w około 10 miejscach na obszarze około 300 m². Z powodu zbyt stromego zbocza (45° nachylenia terenu) kapitan nie ryzykował nocnego lądowania na zalesionym terenie, zwłaszcza że nie dostrzegł żywych ludzi, po czym wrócił do bazy. Również służby ratownicze, nie spodziewając się odnalezienia nikogo żywego, zatrzymały się w wiosce Uenomura, oddalonej o 68 kilometrów od miejsca wypadku, by przeczekać do rana.
O godzinie 2:30 Centrum Koordynacji Ratownictwa poinformowało Straż Przybrzeżną o możliwości wyssania pasażerów na zewnątrz w wyniku dekompresji kabiny samolotu Japan Airlines. Straż natychmiast wysłała łodzie patrolowe, a o 7:10 samolot, nad zatokę Suruga i Sagami.
Jednostki biorące udział w akcji poszukiwawczo-ratunkowej:
| Jednostka                 | Osoby | Pojazdy | Statki | Helikoptery |
| ------------------------- | ----- | ------- | ------ | ----------- |
| Japońskie Siły Samoobrony | 1000  | 180     | –      | 10          |
| Policja                   | 2500  | 250     | –      | –           |
| Straż Przybrzeżna         | –     | –       | –      | –           |

| Jednostka                 | Osoby | Pojazdy | Statki | Helikoptery |
| ------------------------- | ----- | ------- | ------ | ----------- |
| Japońskie Siły Samoobrony | 3200  | 480     | –      | 30          |
| Policja                   | 3500  | 400     | –      | 7           |
| Straż Przybrzeżna         | 161   | –       | 6      | 3           |

Wczesnym rankiem 13 sierpnia wszystkie zebrane służby wyruszyły na miejsce wypadku, wśród nich 160 strażaków z wioski Ueno (podzieleni na dwie grupy), którzy pierwsi pieszo dotarli do wraku. Było około 9:00 rano, 14 godzin po wypadku.

### Odnalezienie ocalałych i ofiar

Plan miejsc

Około godziny 10:45 ratownicy znaleźli pierwszą ocalałą osobę, a następnie trzy kolejne. Wypadek przeżyły:
- Yumi Ochiai (jap. 落合 由美 Ochiai Yumi) – 25 lat, z zawodu stewardesa Japan Airlines, ale będąca wówczas na urlopie[4][8];
- Hiroko Yoshizaki (jap. 吉崎 博子 Yoshizaki Hiroko) – 34 lata;
- Mikiko Yoshizaki (jap. 吉崎 美紀子 Yoshizaki Mikiko) – 8 lat, córka Hiroko[3][4];
- Keiko Kawakami (jap. 川上 慶子 Kawakami Keiko) – 12 lat (odnaleziona na drzewie[3][4]).

Jak wynika z raportu, wszystkie cztery siedziały w tylnej części samolotu (rzędy 54–60), co również pomogło im przeżyć, ponieważ siła przeciążenia była niewątpliwie mniejsza niż w przedniej części.
Do godziny 11:40 zostały one wydobyte z wraku samolotu i opuściły miejsce wypadku o 13:29 na pokładzie helikoptera Sił Samoobrony. W wiosce Ueno udzielono im pomocy medycznej, po czym dwoma śmigłowcami (jeden należący do Sił Samoobrony, a drugi do tokijskiej straży pożarnej) przetransportowano je do miejscowości Fujioka, skąd dwa ambulanse zabrały je do szpitala (o 14:13 i 14:17).
Na miejscu znaleziono również 520 ciał pasażerów i członków załogi. Ze względu na rodzaj obrażeń i miejsce odnalezienia – podzielono je na grupy. Ciała ofiar znajdujących się w sekcji A i B zostały odkryte we wraku i jego sąsiedztwie. Ofiary z sekcji C odnaleziono najbliżej grzbietu góry, ze względu na fakt, że w momencie uderzenia ta część kadłuba odłamała się i przewróciła ponad dziobem samolotu. Ciała ofiar z sekcji D znaleziono na ogromnym obszarze, po prawej stronie pochyłego terenu. Ofiary z sekcji A–D zginęły w wyniku wstrząsu i przeciążeń, jakie wywołało uderzenie samolotu o zbocze góry, a także poparzenia spowodowanego pożarem, jaki wybuchł w chwili wypadku. Ciała ofiar z sekcji E zsunęły się po zboczu góry wraz z kawałkami samolotu i zostały odnalezione na stosunkowo wąskim obszarze. U ofiar tych wykryto ogólne potłuczenia, uszkodzenia mózgu i narządów wewnętrznych.
W sekcji E odnaleziono również wszystkie cztery żywe osoby, wykryto u nich ogólne potłuczenia, uszkodzenia narządów wewnętrznych i złamania kości. Ich przetrwanie, biorąc pod uwagę rozmiar i miejsce wypadku, a także kilkunastogodzinne oczekiwanie na pomoc, lekarze uznali za cud. Z autopsji ciał ofiar wynika, że wiele osób umarło w wyniku hipotermii, a obrażenia, których doznały, nie musiały spowodować natychmiastowej śmierci. Lekarz przeprowadzający sekcje powiedział, że gdyby pomoc nadeszła kilka godzin wcześniej, więcej osób by przeżyło ten największy w historii wypadek pojedynczego samolotu. Dodatkowo ocaleni potwierdzili informację o tym, że wiele osób przeżyło uderzenie, a z godziny na godzinę jęki ofiar cichły.

## Przyczyny

Schemat grodzi ciśnieniowej w ogonie maszyny. Właśnie pęknięcie tego elementu spowodowało oderwanie się statecznika pionowego oraz systemów hydraulicznych, to było przyczyną tragedii

W czasie śledztwa prowadzonego przez śledczych z Japonii i USA - NTSB i firmy Boeing, odkryto wydarzenie mające wpływ na katastrofę. 2 czerwca 1978 w Osace kapitan tego samolotu przy lądowaniu zbyt wysoko uniósł jego dziób, co spowodowało uderzenie ogonem o drogę startową, a w konsekwencji naruszenie konstrukcji ogona i tylnej grodzi ciśnieniowej. W związku z tym należało wykonać naprawę uszkodzonego odcinka grodzi zgodnie z wytycznymi opracowanymi przez firmę Boeing. Jednak jak ustalono, specjaliści Boeinga wykonali ten proces niedokładnie – użyto tylko jednego szeregu nitów, podczas gdy potrzebne były dwa. Z każdym kolejnym lotem naprężenia rosły. Podczas śledztwa odkryto, że takie połączenie powinno wytrzymać jedynie dziewięć tysięcy startów i lądowań. W rzeczywistości połączenie wytrzymało ponad dwanaście i pół tysiąca.
W ten sposób powstała wyrwa o powierzchni 2–3 metrów kwadratowych, co było powodem dekompresji kabiny. Prąd powietrza wpadł następnie do statecznika pionowego, wyrywając go ze wzmocnień. Utrata statecznika pionowego z fragmentem ogona spowodowała także przerwanie przewodów hydraulicznych, co poskutkowało utratą płynu hydraulicznego i utratą sterowności. Chociaż piloci próbowali odzyskać kontrolę, to nie mieli możliwości wylądowania samolotu w bezpieczny sposób.
Oficjalny raport powypadkowy oskarżył inżynierów Boeinga o niepoprawny serwis grodzi ciśnieniowej,co doprowadziło do katastrofy samolotu 7 lat po feralnej naprawie.